# MBR Explorer
MBR Explorer — предстоящая автоматическая межпланетная станция UAESA, предназначенная для пролета шести различных астероидов главного пояса и посадки на седьмой. Предложен в рамках миссии ОАЭ к поясу астероидов. Назван в знак признания основополагающей роли, способствующей созданию и развитию космической программы ОАЭ, которую сыграл шейх Мохаммед бин Рашид Аль Мактум — вице-президент и премьер-министр Объединенных Арабских Эмиратов.
Миссия по исследованию пояса астероидов была анонсирована Космическим агентством Объединенных Арабских Эмиратов в мае 2023 года, а запуск запланирован на март 2028 года.
В планах MBR Explorer посещение астероидов (10253) Вестервальд, (623) Химера, (13294) Рококс, (88055) 2000 VA28, (23871) 1998 RC76 и (59980) 1999 SG6 и приземление на свой седьмой и последний астероид (269) Юстиция в 2034 году.